# Квинт Валерий Вегет
Квинт Валерий Вегет (на латински: Quintus Valerius Vegetus) е политик и сенатор на Римската империя през 1 век. Произлиза от Illiberis в Испания.
През 91 г. Вегет е суфектконсул заедно с Публий Метилий Сабин Непот.
Баща е на Луций Мумий Нигер Квинт Валерий Вегет Северин Кавцидий Тертул (суфектконсул 112 г.).